# 新垣勇人
新垣 勇人（あらかき はやと、1985年10月21日 - ）は、神奈川県相模原市出身の元プロ野球選手（投手）で野球指導者。右投右打。
合同会社カキシード代表。プロ野球引退後は社会人野球の東芝野球部で投手コーチを務めた。現在は石狩レッドフェニックスでコーチを務めている。

## 経歴

### プロ入り前
相模原市立上溝中学校への入学時からシニアリーグの「相模原南シニア」に所属。当時のチームメイトである市川友也とは、後に日本ハムでもバッテリーを組んでいる。
相模原南シニアを1年足らずで辞めて、中学校の野球部へ入部。2年時からエースを任されると、3年時には神奈川県大会で優勝。この優勝によって臨んだ関東中学校軟式野球大会では、準決勝で成瀬善久を擁する小山市立桑中学校に勝利したが、決勝戦で千葉県旭市立第二中学校に敗れた。後に出場した全国中学校軟式野球大会では、鈴木将光が1年生ながら4番打者を務めていた北信越代表の星稜中学校と初戦で対戦。
国士舘高校への進学後は、3年春の第75回選抜高等学校野球大会に出場。チームの初戦であった愛工大名電高校との2回戦では先発の久古健太郎の後を受けて登板すると、2イニングを自責点0に抑えた。
横浜商科大学への進学後は3年時に神奈川大学野球リーグで春季・秋季ともベストナイン（投手）に選ばれた。在学中にはリーグ戦で通算44試合に登板。通算投球イニングは257回2/3で、18勝7敗、防御率2.10という成績を残した。同期生には後に日本ハムでもチームメイトになる根本朋久、1学年後輩に山崎憲晴がいた。
大学卒業後に入社した東芝では1年目に肩、2年目に肘、3年目の春に背筋を痛めた。それでも3年目に出場した第81回都市対抗野球大会では、2回戦と準決勝に先発で登板。2試合通算で12回を投げると被安打9、与四死球3、奪三振17、自責点4という成績でチームの優勝に貢献した。投手陣のリーダーになった4年目には第82回都市対抗野球大会の1回戦に先発で登板すると9回を被安打3、与四死球1、奪三振9、自責点0に抑える好投で完封勝利を挙げた。5年目に出場した第83回都市対抗野球大会では1試合に先発するなど3試合に登板。3試合通算で14回を投げると被安打12、与四死球0、奪三振13、自責点という好成績で大会優秀選手に選ばれた。
2012年のNPBドラフト会議で北海道日本ハムファイターズが5巡目で指名。契約金5,000万円、年俸900万円（金額は推定）という条件で入団した。背番号は28。入団時点の年齢は27歳で、この会議を経てNPBの球団へ入団した選手で最高齢だった。

### 日本ハム時代
2013年には4月9日の対東北楽天ゴールデンイーグルス戦（東京ドーム）に、先発投手として一軍公式戦にデビュー。4回1/3を投げ、2本の本塁打を含む10被安打で7失点し敗戦投手となる。一軍公式戦にはこの試合に登板しただけでイースタン・リーグ公式戦で13試合の登板で2勝5敗、防御率5.97。
2014年には、イースタン・リーグ公式戦24試合に登板しチーム最多の6勝をマーク。一軍公式戦では先発で2試合に登板したが勝敗は付かなかった。
2015年には、8月19日の対千葉ロッテマリーンズ戦（QVCマリンフィールド）に先発すると5回2失点という内容で、一軍公式戦初勝利を挙げた。当初先発が予告されていたルイス・メンドーサが、急性扁桃炎の影響で登板を回避したことによる緊急登板。予告先発投手の変更によって急遽、先発した投手に白星が付いた事例はNPB公式戦史上9例目。この白星で、一軍公式戦での初勝利を記録した投手は史上3人目であった。一軍公式戦には通算で3試合に登板したものの、成績は1勝2敗で上記の白星が現役時代における一軍公式戦唯一の勝利になった。
2016年には一軍公式戦4試合。2017年には1試合に登板したが、いずれも勝敗は付かなかった。
2018年には4月21日の対福岡ソフトバンクホークス戦（札幌ドーム）に救援投手として登板、6月に右肘を手術。シーズンの後半をリハビリに充てたうえで10月開催のフェニックスリーグから実戦に復帰したものの、リーグ閉幕後の10月30日に球団から戦力外通告を受けた。新垣自身は通告当初NPB他球団での現役続行を希望したため、11月13日にシートバッティング形式の12球団合同トライアウト（タマホームスタジアム筑後）へ参加。3人の打者に対して四球を1つ出しながらも安打を許さなかったが、NPB他球団から獲得のオファーを受けられず12月2日、自由契約が公示された。古巣の東芝の監督・平馬淳から投手コーチとしての復帰を打診されたことを機に「NPBで活躍できる選手を育てたい」との思いに至り、現役を引退。

### 現役引退後
2019年シーズンから2022年まで、かつてプレーしていた東芝の投手コーチを務めた。後述の自身の会社の事業を広げたい気持ちから、話し合いの末に退任した。
2020年7月20日、合同会社カキシードを設立し、チャリティー企画を行っていた。2022年12月からは新たにキッチンカー事業「KAKILAND」を始めた。
2023年1月に、かつて所属した日本ハムの新人合同自主トレにキッチンカーを出店し、2月には沖縄県名護市内の日本ハムの一軍春季キャンプにも出店。3月からは日本ハムの新たな本拠地であるエスコンフィールドHOKKAIDOに出店している。
2023年1月16日、北海道フロンティアリーグの士別サムライブレイズ（2月1日付でKAMIKAWA・士別サムライブレイズに改名）のスペシャルアドバイザーに就任したことが発表された。5月19日に出場選手登録もされ、6月9日に一度抹消ののち、8月26日に再登録。翌27日の対美唄ブラックダイヤモンズ戦に先発し、1イニングのみ登板している（31日に登録抹消）。2024年もスポットアドバイザーとして士別に関わる。シーズン終了後の12月16日に退任が発表された。
2025年3月2日、士別とは同じリーグに所属する石狩レッドフェニックスの投手コーチに就任することが発表された。
指導者としての活動の傍ら、HBCラジオ（2023年 - ）、STVラジオ （2025年 - ）の野球解説者も務めている。

## 選手としての特徴
日本ハムへの入団時点での直球の最速は148km/hで5種類の変化球を投げていた。

## 人物
大学3年生時に本格的に始めた将棋が趣味。テレビの将棋番組を毎日録画し、研究している。通常の対戦は10手先、詰将棋では13手先まで読めるという。
日本ハム時代には、一発芸をたびたび披露するなど「ムードメーカー」「ギャグモンスター」として球団関係者やファンから人気を博していた。シーズン終了後に札幌ドームで催される球団行事の「ファンフェスティバル」では2016年にMVPを獲得した。
2017年にはウイルス性急性結膜炎を患った影響で参加を見送ったものの、戦力外通告を受けた直後（11月24日）に開催された2018年のファンフェスティバルにもMVP（鶴岡慎也）へのプレゼンターとして、自身の登場曲「まつり」に合わせて踊りながら表彰式に乱入。戦力外通告を受けた選手がファンフェスティバルに参加するのは異例であり「やっぱりMVPは僕です」と勝手に宣言したり「（12球団合同トライアウトへ参加したのにフェスティバルの参加時点で）まだ（他球団から）連絡が全然来ないです」と近況を大声で明るく報告したりするなどのパフォーマンスで、場内の爆笑を誘った。
現役引退後も日本ハムとの関係が切れたわけではなく、2021年からは球団公式のYouTubeチャンネル内で「カキのタネ」という動画企画を担当しており、監督や編集なども自らで行っている。
2022年12月からは、自身のYouTubeチャンネルの投稿を開始している。先述の通り、2023年にはカキシードのキッチンカーをエスコンフィールドHOKKAIDOに出店している。

## 詳細情報

### 年度別投手成績
| 年 度     | 球 団     | 登 板 | 先 発 | 完 投 | 完 封 | 無 四 球 | 勝 利 | 敗 戦 | セ 丨 ブ | ホ 丨 ル ド | 勝 率 | 打 者 | 投 球 回 | 被 安 打 | 被 本 塁 打 | 与 四 球 | 敬 遠 | 与 死 球 | 奪 三 振 | 暴 投 | ボ 丨 ク | 失 点 | 自 責 点 | 防 御 率 | W H I P |
| --------- | --------- | ----- | ----- | ----- | ----- | -------- | ----- | ----- | -------- | ----------- | ----- | ----- | -------- | -------- | ----------- | -------- | ----- | -------- | -------- | ----- | -------- | ----- | -------- | -------- | ------- |
| 2013      | 日本ハム  | 1     | 1     | 0     | 0     | 0        | 0     | 1     | 0        | 0           | .000  | 24    | 4.1      | 10       | 2           | 0        | 0     | 0        | 3        | 0     | 0        | 7     | 7        | 14.54    | 2.31    |
| 2014      | 日本ハム  | 2     | 2     | 0     | 0     | 0        | 0     | 0     | 0        | 0           | .000  | 23    | 4.0      | 7        | 2           | 2        | 0     | 1        | 3        | 0     | 0        | 10    | 7        | 15.75    | 2.25    |
| 2015      | 日本ハム  | 3     | 3     | 0     | 0     | 0        | 1     | 2     | 0        | 0           | .333  | 46    | 11.0     | 14       | 5           | 1        | 0     | 0        | 8        | 0     | 0        | 8     | 8        | 6.55     | 1.36    |
| 2016      | 日本ハム  | 4     | 1     | 0     | 0     | 0        | 0     | 0     | 0        | 0           | .000  | 39    | 9.1      | 12       | 1           | 0        | 0     | 1        | 7        | 0     | 0        | 4     | 4        | 3.16     | 1.29    |
| 2017      | 日本ハム  | 1     | 0     | 0     | 0     | 0        | 0     | 0     | 0        | 0           | .000  | 4     | 1.0      | 1        | 0           | 0        | 0     | 0        | 0        | 0     | 0        | 0     | 0        | 0.00     | 1.00    |
| 2018      | 日本ハム  | 1     | 0     | 0     | 0     | 0        | 0     | 0     | 0        | 0           | .000  | 11    | 2.0      | 4        | 0           | 1        | 0     | 0        | 1        | 0     | 0        | 2     | 2        | 9.00     | 2.50    |
| 通算：6年 | 通算：6年 | 12    | 7     | 0     | 0     | 0        | 1     | 3     | 0        | 0           | .250  | 147   | 31.2     | 48       | 10          | 4        | 0     | 2        | 22       | 0     | 0        | 31    | 28       | 7.96     | 1.64    |

### 記録
- 初登板・初先発登板：2013年4月9日、対東北楽天ゴールデンイーグルス1回戦（東京ドーム）、4回1/3を7失点で敗戦投手
- 初奪三振：同上、1回表に枡田慎太郎から見逃し三振
- 初勝利・初先発勝利：2015年8月19日、対千葉ロッテマリーンズ16回戦（QVCマリンフィールド）、5回2失点

### 独立リーグでの年度別投手成績
| 年 度     | 球 団     | 登 板 | 先 発 | 完 投 | 完 封 | 無 四 球 | 勝 利 | 敗 戦 | セ 丨 ブ | ホ 丨 ル ド | 勝 率 | 打 者 | 投 球 回 | 被 安 打 | 被 本 塁 打 | 与 四 球 | 敬 遠 | 与 死 球 | 奪 三 振 | 暴 投 | ボ 丨 ク | 失 点 | 自 責 点 | 防 御 率 | W H I P |
| --------- | --------- | ----- | ----- | ----- | ----- | -------- | ----- | ----- | -------- | ----------- | ----- | ----- | -------- | -------- | ----------- | -------- | ----- | -------- | -------- | ----- | -------- | ----- | -------- | -------- | ------- |
| 2023      | 士別      | 1     | 1     | 0     | 0     | 0        | 0     | 0     | 0        | 0           | .000  | 4     | 1.0      | 1        | 0           | 0        | -     | 0        | 0        | 0     | 0        | 0     | 0        | 0.00     | 1.00    |
| 通算：1年 | 通算：1年 | 1     | 1     | 0     | 0     | 0        | 0     | 0     | 0        | 0           | .000  | 4     | 1.0      | 1        | 0           | 0        | -     | 0        | 0        | 0     | 0        | 0     | 0        | 0.00     | 1.00    |

### 背番号
- 28（2013年 - 2018年）
- 77（2023年、2025年 - ）

### 登場曲
- 「まつり」 北島三郎 （2016年 - 2018年）[41]